# ФК Партизан Минск
ФК „Партизан“, Минск е беларуски футболен отбор, основан през 2001 година.
Домакинските си срещи играе в Минск, на стадион „Трактор“ с капацитет 17 600 места, откъдето идва и прозвището на футболистите от клуба - Трактористите. От 2001 до 2009 носи името ФК „МТЗ-РИПО“. От началото на 2010 е преименуван на ФК „Партизан“.
В началото на 2012 собственикът на клуба Владимир Романов продава отбора. Вследствие на това „Партизан“ губи голяма част от играчите си и лиценза си за първенството. Клубът едва успява да се включи във второто най-силно първенство в Беларус – Беларуската Първа лига

## Успехи
- Бронзов медалист в Беларуска висша лига: 2005, 2008.